# Xélekhov
Xélekhov (en rus Шелехов) és una ciutat de l'óblast d'Irkutsk, a Rússia. Es troba a la vora del riu Irkut, un afluent de l'Angarà, a 17 km al sud-ost d'Irkutsk.
La vila s'establí el 1950 per allotjar els treballadors d'una fàbrica d'alumini. El 1962 rebé l'estatus de ciutat.